# یواس‌اس گلدویین (پی‌اف-۶۲)
یواس‌اس گلدویین (پی‌اف-۶۲) (به انگلیسی: USS Gladwyne (PF-62)) یک کشتی بود که طول آن ۳۰۳ فوت ۱۱ اینچ (۹۲٫۶۳ متر) بود. این کشتی در سال ۱۹۴۴ ساخته شد.